# Slaget vid Korsakov
Slaget vid Korsakov var en mindre strid under rysk-japanska kriget. Slaget, som utkämpades den 20 augusti 1904, var resultatet av ett försök av den ryska kryssaren Navik att bryta igenom den japanska blockaden av Porth Arthur. Det ryska fartyget upptäcktes emellertid av den japanska hjälpkryssaren Tsushima. I den följande striden borrades Navik i sank medan Tsushima endast erhöll begränsade skador.